# جاستن بيير
جاستن بيير (بالإنجليزية: Justin Pierre)‏ هو مغن مؤلف وكاتب أغاني وملحن ومغني أمريكي، ولد في 26 مايو 1976.

## وصلات خارجية
- جاستن بيير على موقع IMDb (الإنجليزية)
- جاستن بيير على موقع ميوزك برينز (الإنجليزية)
- جاستن بيير على موقع ميوزك برينز (الإنجليزية)
- جاستن بيير على موقع أول ميوزيك (الإنجليزية)
- جاستن بيير على موقع ديسكوغز (الإنجليزية)
- جاستن بيير على موقع قاعدة بيانات الفيلم (الإنجليزية)